# Live at Carnegie Hall
Live at Carnegie Hall is een livealbum van de Britse muziekgroep Renaissance.

## Geschiedenis
Na Turn of the Cards viel Renaissance pas echt in de smaak binnen de liefhebbers van progressieve rock. Zij kregen de gelegenheid (minstens) een drietal concerten te geven in de Carnegie Hall in New York. Zij speelden daar op 20, 21 en 22 juni 1975, begeleid door (leden van) het New York Philharmonic Orchestra. Het album is opgenomen nadat ze uit de studio kwamen voor hun internationale topalbum Scheherazade and other stories. Het album is een unicum; het was de enige dubbelelpee die verscheen op het BTM Records-label, dat snel failliet zou gaan. Daarnaast bevat het album geen drumsolo zoals gebruikelijk is binnen de progressieve rock, maar wel een solo van de basgitaar in Ashes Are Burning.

## Musici
- Annie Haslam – zang
- Jon Camp – basgitaar, zang, eerste stem op "The Sultan" -deel Scheherazade
- Michael Dunford – akoestische gitaar, zang
- John Tout – toetsinstrumenten, zang
- Terence Sullivan – slagwerk, percussie, zang
- Tony Cox – orkestarrangementen

## Composities
Alle van Dunford-Betty Thatcher-Newsinger, behalve waar aangegeven:

### Cd 1
1. "Prologue" (Dunford) - 8:10 (foutief toegeschreven aan Dunford-Thatcher)
2. "Ocean Gypsy" - 7:13
3. "Can You Understand?" - 10:44
4. "Carpet of the Sun" - 3:47
5. "Running Hard" - 10:03
6. "Mother Russia" - 10:22

### Cd 2
1. "Song of Scheherazade" (Camp-Dunford-Thatcher-Tout) - 29:20
2. "Ashes Are Burning" - 22:59

## Nasleep
Het werd destijds gezien de goede geluidskwaliteit in de categorie betere live-albums. Het werd vergeleken met andere livealbums binnen de progressieve rock zoals Yessongs van Yes, Welcome back my friends to the show that never ends – Ladies and gentlemen van Emerson, Lake & Palmer, Two for the Road van Kansas en Seconds Out van Genesis. Een enkeling merkte op dat de plaats van opnamen Carnegie Hall eigenlijk boven dit soort concertne/optredens hoorde te staan. 
De oorspronkelijke geluidskwaliteit kon niet verhinderen dat er bij heruitgaven (onder meer  1994, 1995 en 2019) verder aan het geluid gesleuteld werd. In IO Pages van september 2019 het aantal sporen waarop de originele opnamen werden vastgelegd (vermoedelijk acht) daartoe eigenlijk geen ruimte toe gaven. De versie van 2019 via Esoteric Recordings zou Haslam iets meer naar voren gemixt hebben, maar dan vooral op detailniveau. Wel werd het livealbum uitgebreid tot een 3-CD waarbij er BBC-opnamen etc. bijgevoegd werden.
Studio: Renaissance (1969) · Illusion (1971) · Prologue (1972) · Ashes Are Burning (1973) · Turn of the Cards (1974) · Scheherazade and other stories (1975) · Novella (1977) · A Song for All Seasons (1978) · In the Beginning (1978) · Azure d'Or (1979) · Camera Camera (1981) · Time-Line (1983) · Tuscany (2000) · The Mystic and The Muse (ep) (2010) · Grandine il Vento (2012)
Annie Haslams Renaissance: Blessing in Disguise  (1994)
Michael Dunford's Renaissance: The Other Woman  (1994) · Ocean Gypsy (1997)
Live: Live at Carnegie Hall (1976) · Renaissance Live at the Royal Albert Hall (1977) · BBC Sessions (1999) · Day of the Dreamer (2000) · Renaissance Unplugged (2000) · In the Land of the Rising Sun (2002) · Dreams and Omens (2008) · Renaissance DeLane Lea Studios 1973 (2015) · A symphonic journey (2018)
Compilatie: Tales of 1001 Nights (Parts 1 and 2) (1990) · Da Capo (1995) · Songs from Renaissance Days (1997) · Live & Direct (2002)